# Sanjo (Niigata)
Sanjo (三条市 -shi) é uma cidade japonesa localizada na província de Niigata.
Em 2003 a cidade tinha uma população estimada em 83 845 habitantes e uma densidade populacional de 1 105,70 h/km². Tem uma área total de 75,83 km².
Recebeu o estatuto de cidade a 1 de Janeiro de 1934.

## Cidades-irmãs
- Vaughan, Canadá
- Ezhou, China